# Лагекюла (Ляене-Сааре)
Ла́гекюла (ест. Laheküla) — село в Естонії, у волості Ляене-Сааре повіту Сааремаа.

## Населення
Чисельність населення на 31 грудня 2011 року становила 210 осіб.

## Географія
Лагекюла лежить у західному передмісті муніципалітету Курессааре, волосного адміністративного центру.
Село розташоване на північно-східному березі озера Суурлагт (Suurlaht). На південь від Лагекюли лежить озеро Ліннулахт, що входить до однойменної природоохоронної території.
Через село проходить автошлях 76.

## Історія
До 12 грудня 2014 року село входило до складу волості Каарма.

## Пам'ятки природи
На південний захід від села розташовується утворений у 2007 році заказник Муллуту-Лооде (Mullutu-Loode hoiuala), площа — 5220,6 га, (58°15′19″ пн. ш. 22°21′1″ сх. д. / 58.25528° пн. ш. 22.35028° сх. д.).